# Comparettia
Comparettia es un género de orquídeas. Tiene 78 especies distribuidas en Sudamérica.  

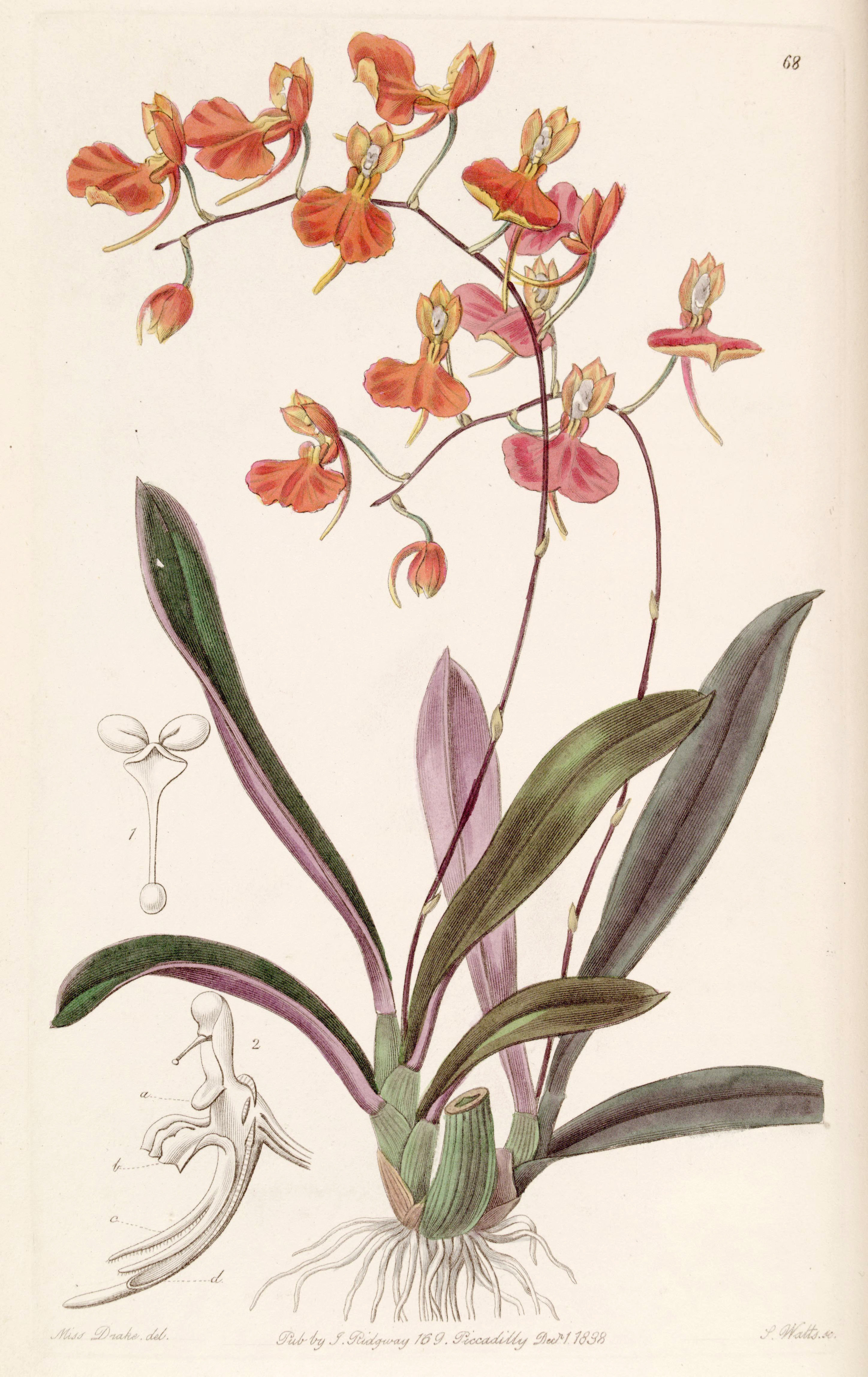

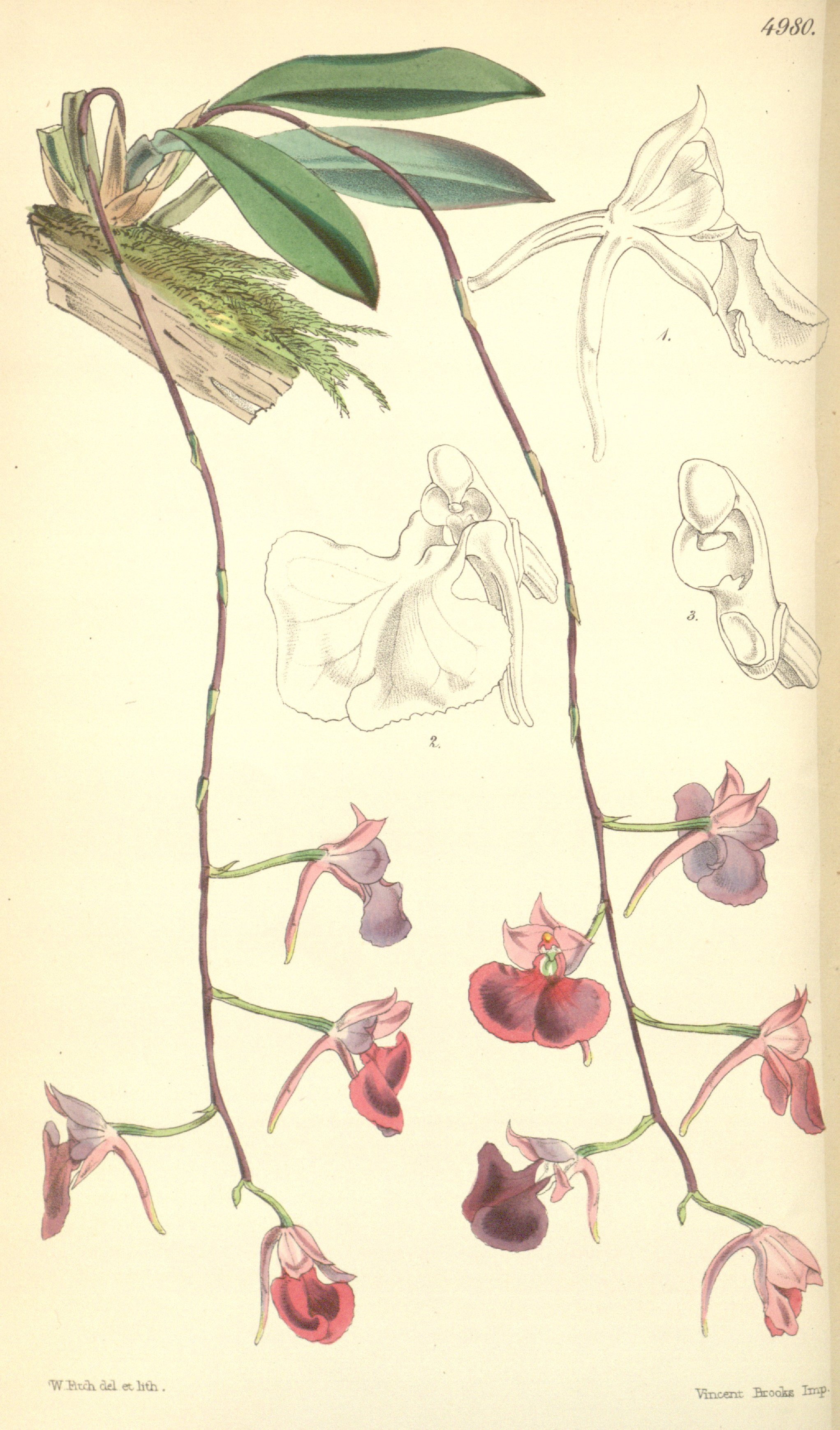

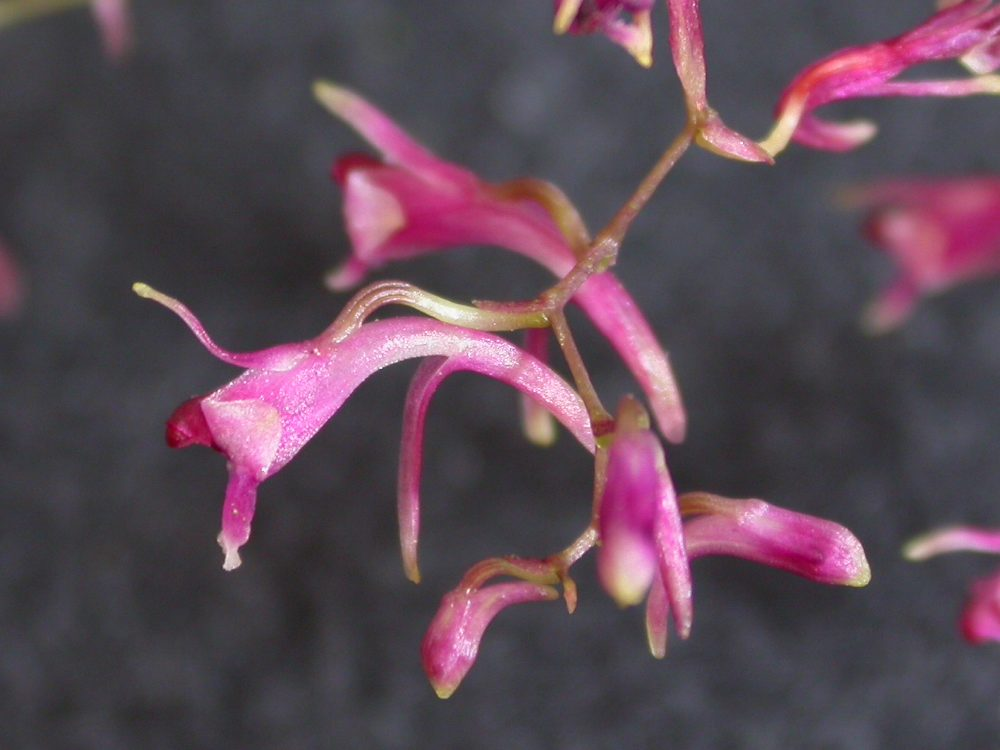

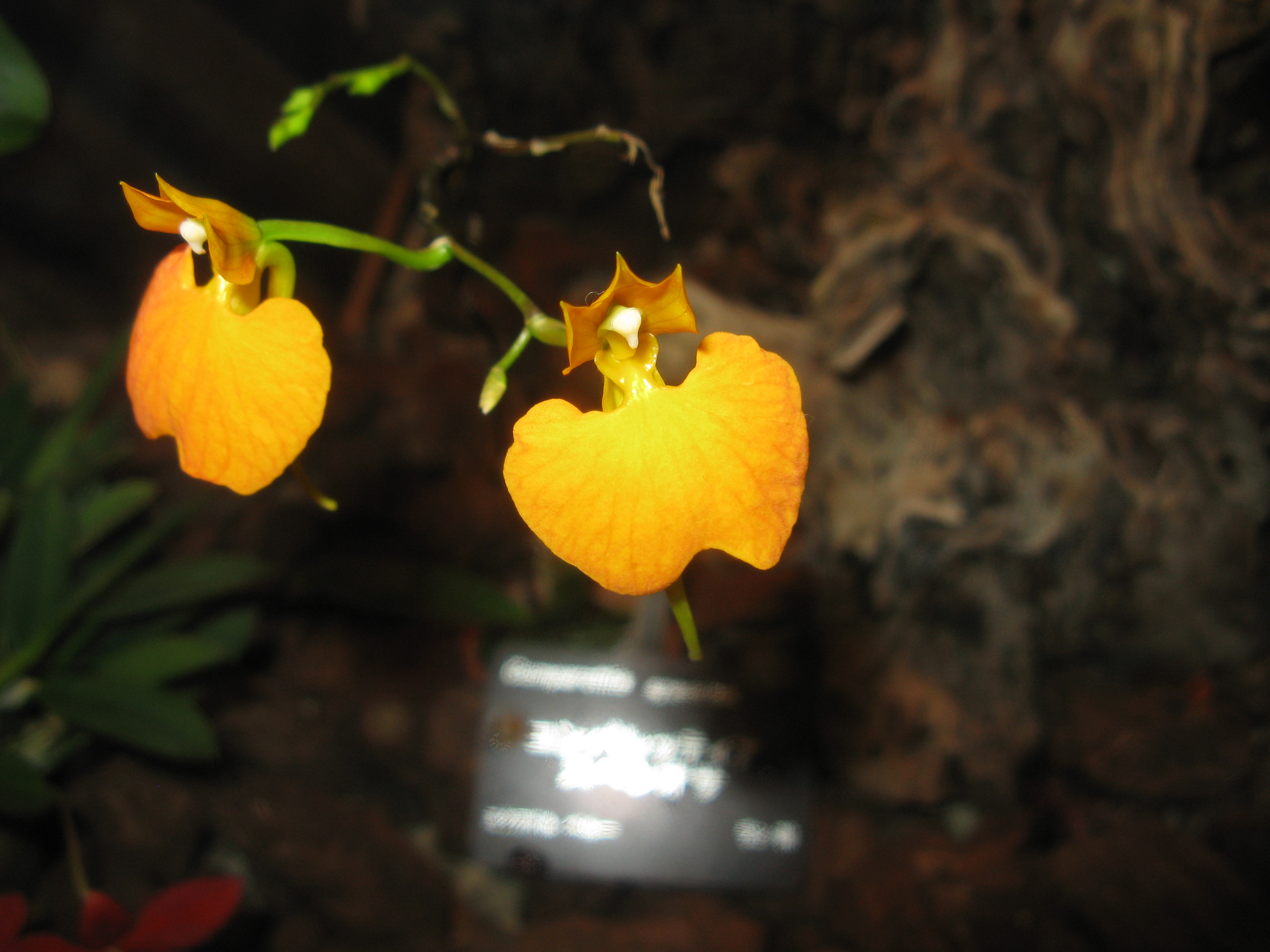

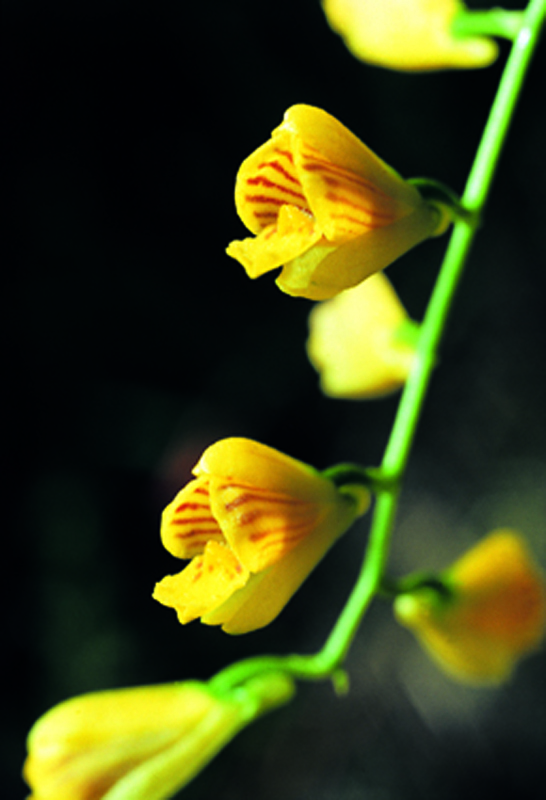

## Características
Son epífitas pequeñas; pseudobulbos teretes de 8 mm de largo y 4 mm de ancho, revestidos de 1–2 vainas, 1-foliados. Hoja 7 cm de largo y 2 cm de ancho, conduplicada en la base, coriácea. Inflorescencia un racimo con pocas flores, emergiendo desde la base del pseudobulbo, el pedúnculo rojizo, la bráctea triangular, 3 mm de largo, las flores rosadas con nervios blancos, disco con callo blanco; sépalo dorsal 10 mm de largo y 5 mm de ancho, cóncavo, carinado, los sépalos laterales unidos hasta sus ápices bífidos y adnados en un tubo de 16 mm de largo; pétalos 10 mm de largo y 6 mm de ancho, encorvados, carinados; labelo reniforme, 17 mm de largo y 16 mm de ancho, cortamente unguiculado, 2-lobado, bordes erosos, disco con un callo linear a lo largo del centro de la uña; columna erecta, ampliamente alada; ovario 2 cm de largo, pedicelado.

## Distribución y hábitat
Las especies suelen estar distribuidos por toda la América tropical, en particular los Andes.  Las plantas se encuentran en pequeñas ramitas y ramas en alturas de 800 a 1500 metros.

## Cultivo
Cultive las plantas con las temperaturas frías en la sombra o con luz moderada. Nunca debe permitir que se seque completamente y debe regarse dos a tres veces por semana. 

## Taxonomía
El género fue descrito por Poepp. & Endl. y publicado en Nova Genera ac Species Plantarum 1: 42. 1835[1836].
Etimología
El género lleva el nombre en honor del botánico italiano Andrea Comparetti.

## Especies
- Comparettia acebeyae
- Comparettia amboroensis
- Comparettia aurea
- Comparettia auriculata
- Comparettia barkeri
- Comparettia bennettii
- Comparettia blankei
- Comparettia brevis
- Comparettia campoverdei
- Comparettia carinata
- Comparettia chiribogae
- Comparettia coccinea
- Comparettia coimbrae
- Comparettia corydaloides
- Comparettia crucicornibus
- Comparettia delcastilloi
- Comparettia ecalcarata
- Comparettia embreei
- Comparettia equitans
- Comparettia escobariana
- Comparettia falcata
- Comparettia frymirei
- Comparettia gentryi
- Comparettia granizoi
- Comparettia hauensteinii
- Comparettia heterophylla
- Comparettia hirtzii
- Comparettia ignea
- Comparettia jamiesonii
- Comparettia janeae
- Comparettia kerspei
- Comparettia kroemeri
- Comparettia langkastii
- Comparettia langlassei
- Comparettia larae
- Comparettia latipetala
- Comparettia limatamboensis
- Comparettia luerae
- Comparettia macroplectron
- Comparettia maloi
- Comparettia markgrafii
- Comparettia micrantha
- Comparettia minuta
- Comparettia mirthae
- Comparettia moroniae
- Comparettia neudeckeri
- Comparettia newyorkorum
- Comparettia oliverosii
- Comparettia ottonis
- Comparettia pacensium
- Comparettia palatina
- Comparettia paniculata
- Comparettia papillosa
- Comparettia paraguaensis
- Comparettia penduliflora
- Comparettia peruvioides
- Comparettia portillae
- Comparettia pulchella
- Comparettia rauhii
- Comparettia romansii
- Comparettia rubriflora
- Comparettia saccata
- Comparettia schaeferi
- Comparettia seegeri
- Comparettia serrilabia
- Comparettia sillarensis
- Comparettia sotoana
- Comparettia speciosa
- Comparettia splendens
- Comparettia stenochila
- Comparettia thivii
- Comparettia topoana
- Comparettia tuerckheimii
- Comparettia tungurahuae
- Comparettia variegata
- Comparettia vasquezii
- Comparettia williamsii
- Comparettia wuerstlei

## Híbrido Natural
- Comparettia × maloi (C. falcata × C. speciosa)